# Zelotes dentatidens
Zelotes dentatidens är en spindelart som beskrevs av Simon 1914. Zelotes dentatidens ingår i släktet Zelotes och familjen plattbuksspindlar. Inga underarter finns listade i Catalogue of Life.